# Уоррен, Авра
Авра Милвин Уоррен (англ. Avra Milvin Warren; 1893—1957) — американский дипломат, работавший послом и посланником США в шести странах мира (Доминиканская Республика, Панама, Новая Зеландия, Финляндия, Пакистан, Турция).

## Биография
Родился 26 августа 1893 в штате Мэриленд.
Авра М. Уоррен сделал успешную дипломатическую карьеру, успев поработать в разных странах и территориях (например, на в те годы британском Ньюфаундленде) по всему миру. По состоянию на 1941 год возглавлял отдел виз Госдепартамента США.
С 1942 посланник, а затем и посол в Доминикане, а в послевоенные годы и в других странах, последней из которых стала Турция (закончил командировку в 1956).
Скончался в Далласе, штат Техас, 23 января 1957.

### Личная жизнь
Супруга — Мэри Николс Ньюмэн (с 1923). Был масоном.

## Критика
По некоторым свидетельствам, деятельность Уоррена на посту главы визового подразделения в 1941 году стоила жизни нескольким сотням немецких евреев, пытавшимся бежать от нацизма в период времени, когда Вторая мировая война уже началась, но Америка в ней ещё не участвовала. Макс Нуссбаум, бывший раввин Берлина, писал, что Уоррен практиковал саботаж, задержки и препоны в выдаче уже предоставленных людям виз, в результате чего часть евреев не успела получить их вовремя и отправилась в концлагеря.